# Série des stades de la LNH 2016
Navigation
2015 2017
La Série des stades de la LNH 2016 (ou la Série des stades Coors Light 2016 de la LNH, le sponsor étant la brasserie américaine Coors), est une série de matchs en plein air se déroulant lors de la saison régulière de la Ligue nationale de hockey (LNH). Cette série se distingue des Classiques telles que la Classique hivernale et la Classique Héritage. Les rencontres opposent le Wild du Minnesota aux Blackhawks de Chicago au TCF Bank Stadium le 21 février 2016. La seconde partie voit s'affronter l'Avalanche du Colorado et les Red Wings de Détroit le 27 février 2016 au Coors Field.

## Match du 21 février

### Effectifs
| No | Joueur              | Position       |
| -- | ------------------- | -------------- |
| 2  | Duncan Keith        | Défenseur      |
| 4  | Niklas Hjalmarsson  | Défenseur      |
| 7  | Brent Seabrook      | Défenseur      |
| 11 | Andrew Desjardins   | Centre         |
| 14 | Richard Pánik       | Ailier droit   |
| 15 | Artiom Anissimov    | Centre         |
| 19 | Jonathan Toews      | Centre         |
| 24 | Phillip Danault     | Ailier gauche  |
| 32 | Michal Rozsíval     | Défenseur      |
| 33 | Scott Darling       | Gardien de but |
| 43 | Viktor Svedberg     | Défenseur      |
| 48 | Vincent Hinostroza  | Centre         |
| 50 | Corey Crawford      | Gardien de but |
| 53 | Brandon Mashinter   | Ailier gauche  |
| 57 | Trevor van Riemsdyk | Défenseur      |
| 65 | Andrew Shaw         | Centre         |
| 70 | Dennis Rasmussen    | Centre         |
| 72 | Artemi Panarine     | Centre         |
| 86 | Teuvo Teräväinen    | Ailier gauche  |
| 88 | Patrick Kane        | Ailier droit   |

| No | Joueur            | Position       |
| -- | ----------------- | -------------- |
| 3  | Charlie Coyle     | Centre         |
| 4  | Mike Reilly       | Défenseur      |
| 5  | Christian Folin   | Défenseur      |
| 6  | Marco Scandella   | Défenseur      |
| 9  | Mikko Koivu       | Centre         |
| 11 | Zach Parise       | Ailier gauche  |
| 14 | Justin Fontaine   | Ailier droit   |
| 16 | Jason Zucker      | Ailier gauche  |
| 18 | Ryan Carter       | Centre         |
| 19 | Jarret Stoll      | Centre         |
| 20 | Ryan Suter        | Défenseur      |
| 22 | Nino Niederreiter | Ailier droit   |
| 24 | Mathew Dumba      | Défenseur      |
| 26 | Thomas Vanek      | Ailier gauche  |
| 29 | Jason Pominville  | Ailier droit   |
| 35 | Darcy Kuemper     | Gardien de but |
| 40 | Devan Dubnyk      | Gardien de but |
| 46 | Jared Spurgeon    | Défenseur      |
| 56 | Erik Haula        | Ailier gauche  |
| 64 | Mikael Granlund   | Centre         |

### Feuille de match
| 21 février | Wild du Minnesota | 6-1 (2-0, 2-0, 2-1) | Blachhawks de Chicago | TCF Bank Stadium 50 426 spectateurs |

| Feuille de match | Feuille de match | Feuille de match            | Feuille de match                            | Feuille de match                                              |
| ---------------- | --- | --------------------------- | ------------------------------------------- | ------------------------------------------------------------- |
|                  | Dumba (Carter, Fontaine) — 3 min 25 s Vanek (Pominville, Reilly) — 7 min 10 s (SN) Niederreiter (Haula, Pominville) — 22 min 26 s Pominville (Niederreiter, Haula) — 30 min 26 s Carter (Scandella, Stoll) — 42 min 25 s - Haula — 53 min 49 s (CV) | 1-0 2-0 3-0 4-0 5-0 5-1 6-1 | - Kane (van Riemsdyk, Toews) — 52 min 5 s - | Arbitrage : Steve Kozari, Chris Lee Brian Mach, Ryan Galloway |
| Dubnyk           | Gardiens | Crawford Darling            |                                             | Arbitrage : Steve Kozari, Chris Lee Brian Mach, Ryan Galloway |
| 10 min           | Pénalités | 27 min                      |                                             | Arbitrage : Steve Kozari, Chris Lee Brian Mach, Ryan Galloway |
| 33               | Tirs | 32                          |                                             | Arbitrage : Steve Kozari, Chris Lee Brian Mach, Ryan Galloway |

## Match du 27 février

### Effectifs
| No | Joueur             | Position       |
| -- | ------------------ | -------------- |
| 8  | Justin Abdelkader  | Ailier gauche  |
| 13 | Pavel Datsiouk     | Centre         |
| 14 | Gustav Nyquist     | Ailier droit   |
| 15 | Riley Sheahan      | Centre         |
| 17 | Brad Richards      | Centre         |
| 21 | Tomáš Tatar        | Ailier gauche  |
| 25 | Mike Green         | Défenseur      |
| 26 | Tomáš Jurčo        | Ailier droit   |
| 27 | Kyle Quincey       | Défenseur      |
| 34 | Petr Mrázek        | Gardien de but |
| 35 | Jimmy Howard       | Gardien de but |
| 40 | Henrik Zetterberg  | Ailier gauche  |
| 41 | Luke Glendening    | Centre         |
| 43 | Darren Helm        | Centre         |
| 47 | Alekseï Martchenko | Défenseur      |
| 52 | Jonathan Ericsson  | Défenseur      |
| 55 | Niklas Kronwall    | Défenseur      |
| 65 | Danny DeKeyser     | Défenseur      |
| 71 | Dylan Larkin       | Centre         |
| 72 | Andreas Athanasiou | Centre         |

| No | Joueur              | Position       |
| -- | ------------------- | -------------- |
| 1  | Semion Varlamov     | Gardien de but |
| 2  | Nick Holden         | Défenseur      |
| 3  | Chris Bigras        | Défenseur      |
| 4  | Tyson Barrie        | Défenseur      |
| 6  | Erik Johnson        | Défenseur      |
| 7  | John Mitchell       | Centre         |
| 8  | Jack Skille         | Ailier droit   |
| 9  | Matt Duchene        | Centre         |
| 12 | Jarome Iginla       | Ailier droit   |
| 14 | Blake Comeau        | Ailier gauche  |
| 18 | Shawn Matthias      | Centre         |
| 25 | Mikhaïl Grigorenko  | Centre         |
| 29 | Nathan MacKinnon    | Centre         |
| 31 | Calvin Pickard      | Gardien de but |
| 32 | François Beauchemin | Défenseur      |
| 34 | Carl Söderberg      | Centre         |
| 40 | Alex Tanguay        | Ailier gauche  |
| 41 | Andrew Bodnarchuk   | Défenseur      |
| 55 | Cody McLeod         | Ailier gauche  |
| 92 | Gabriel Landeskog   | Ailier gauche  |

### Feuille de match
| 27 février | Avalanche du Colorado | 3-5 (2-1, 0-0, 1-4) | Red Wings de Détroit | Coors Field 50 095 spectateurs |

| Feuille de match | Feuille de match | Feuille de match                | Feuille de match | Feuille de match                                                   |
| ---------------- | --- | ------------------------------- | --- | ------------------------------------------------------------------ |
|                  | - MacKinnon (Landeskog) — 7 min 44 s Barrie (Comeau, Grigorenko) — 14 min 38 s - Tanguay (Landeskog, MacKinnon) — 53 min 42 s - | 0-1 1-1 2-1 2-2 2-3 3-3 3-4 3-5 | Tatar — 5 min 7 s - Nyquist (Sheahan, Tatar) — 41 min 27 s Abdelkader (Helm, Glendening) — 53 min 28 s - Richards (Kronwall) — 59 min Helm (Mrázek, Kronwall) — 59 min 40 s (CV) | Arbitrage : Brad Watson, Dave Jackson Darren Gibbs, Michel Cormier |
| Varlamov         | Gardiens | Mrázek                          | | Arbitrage : Brad Watson, Dave Jackson Darren Gibbs, Michel Cormier |
| 12 min           | Pénalités | 8 min                           | | Arbitrage : Brad Watson, Dave Jackson Darren Gibbs, Michel Cormier |
| 27               | Tirs | 28                              | | Arbitrage : Brad Watson, Dave Jackson Darren Gibbs, Michel Cormier |